# سلافسك
سلافسك (بالروسية: Славск) هي إحدى مدن روسيا في الكيان الفدرالي الروسي كالينينغراد أوبلاست.